# Michel Yanko
Michel Yanko (n. 1 septembrie 1970) este un ofițer israelian, cu gradul de general maior (aluf), din 2021 comandantul departamentului de tehnologie și logistică al armatei israeliene (Tzahal). În trecut a fost ofițer șef al forței de tehnologie și întreținere al armatei israeliene, șef al secției de planificare, organizare și cadre, comandant pentru tehnologie și întreținere la Comandamentul de centru și șeful direcției Departamentului de cadre al armatei israeliene.

## Biografie
Michel Yanko s-a născut în anul 1970 ca fiu al lui Fănel Iancu (născut în 1937), care la vârsta de 4 ani a fost salvat de tatăl său din Pogromul de la Iași, iar ulterior a emigrat în Israel. Yanko a copilărit la Netania, unde a învățat la Liceul industrial ORT Yad Leibovich din Netania. A servit în serviciul militar regulat mai întâi ca electrician de tancuri și a continuat apoi în serviciul permanent ca ofițer de tehnologie și întreținere al unei brigăzi. În 2006 a fost numit ofițer de tehnologie și întreținere al unității Gaash, iar în 2008 șef al departamentului de pregătire a comandanților la Școala pentru tehnologie și întreținere a Departamentului cu acelaș nume al armatei. În 2010 a devenit ofițer de tehnologie și întreținere la Comandamentul de centru al armatei, apoi a urmat cursurile Colegiului de apărare națională.
În 2013 a fost numit șeful Secției de planificare, organizare și cadre la Comandamentul Forței de echipare militară. În februarie 2017 Yanko a fost avansat la gradul de general de brigadă și din martie 2017 a fost numit comandant al Forței de tehnologie și întreținere al armatei, apoi în decembrie 2017 - ofițer șef al tehnologiei și întreținerii, responsabil cu întregul aparat de întreținere al armatei israeliene în vreme de pace și în stări de urgență.
La 28 martie 2019 a fost numit șef al Direcției Departamentului de cadre al armatei. În noiembrie 2021 i s-a acordat gradul de general-maior (aluf) și a devenit comandant al Departamentului de Tehnologie și Logistică al armatei israeliene.
Generalul Yanko a obținut licența în economie și logistică la Universitatea Bar Ilan din Ramat Gan, titlul de master în arta militară și apărare națională, și, de asemenea, titlul de master în științe sociale.

### Viața privată
Este căsătorit și are trei copii. Sora sa, Dalia Yanko, este din octombrie 2022 șefa Departamentului militar-social al Ministerului israelian al Apărării.
La 7 octombrie 2023 fiul lui Yanko, care servea în batalionul 13 din brigada Golani s-a distins în lupta inegală de la Nahal Oz în fața unui număr mare de teroriști din Hamas 